# Springfield (Florida)
Springfield is een plaats (city) in de Amerikaanse staat Florida, en valt bestuurlijk gezien onder Bay County.

## Demografie
Bij de volkstelling in 2000 werd het aantal inwoners vastgesteld op 8810.
In 2006 is het aantal inwoners door het United States Census Bureau geschat op 8956, een stijging van 146 (1.7%).

## Geografie
Volgens het United States Census Bureau beslaat de plaats een oppervlakte van
10,7 km², waarvan 10,3 km² land en 0,4 km² water. Springfield ligt op ongeveer 10 m boven zeeniveau.

## Plaatsen in de nabije omgeving
De onderstaande figuur toont nabijgelegen plaatsen in een straal van 16 km rond Springfield.